# Super Prestige Pernod International
El Prestige Pernod o el Super Prestige Pernod International —se llamó así en los últimos 4 años— era un trofeo que se entregaba anualmente entre 1957 y 1987 y reconocía al ciclista más polivalente y consistente del mundo en la principales competencias de ciclismo en ruta..
La puntuación se asignaba en función de la posición de los ciclistas en las pruebas que componían este evento y, al finalizar el año, se premiaba al ciclista más regular.
Dentro del trofeo había tres categorías bien diferenciadas: el Super Prestige Pernod , que premia al mejor ciclista de la temporada en el pelotón internacional; el Prestige Pernod  —que premiaba al mejor ciclista francés— y el Promoción Pernod —que premió al mejor corredor francés menor de 25 años—, ambas categorías instauradas en 1959.
El trofeo fue un indicador notablemente confiable del mejor ciclista en un año determinado. Jacques Anquetil reclamó 4 títulos en la década de 1960 antes de que Eddy Merckx se llevara el premio en 7 ocasiones consecutivas, siendo el ciclista que más veces ganó el Super Prestige. La breve etapa imperial de Freddy Maertens a mediados de la década de 1970 estuvo marcada por 2 títulos, mientras que Bernard Hinault ganó 4 años seguidos, de 1979 a 1982. Sean Kelly también ganó de manera consecutiva 3 veces el trofeo, de 1984 a 1986, antes de que su racha fuera interrumpida en 1987 por el triplete de su compatriota Stephen Roche ganando el Giro de Italia, el Tour y el Mundial.

## Historia
El Super Prestige evolucionó a partir del Challenge Desgrange-Colombo, fundado en 1948 y nombrado en honor al fundador del Tour de Francia Henri Desgrange y Emilio Colombo, uno de los organizadores del Giro d'Italia.
El Challenge era dirigido por tres periódicos: L'Equipe, de Francia; Gazzetta dello Sport, de Italia; y Het Nieuwsblad, de Bélgica. Inicialmente, la competencia de una temporada solo incluía eventos en estos tres países: París-Roubaix, el Tour de Francia y París-Tours —en Francia—; Milán-San Remo, el Giro de Italia y la Vuelta a Lombardía —en Italia—; el Tour de Flandes, Flecha Valona y París-Bruselas —en Bélgica—. El Tour de Suiza se agregó después de un año; Lieja-Bastoña-Lieja, sorprendente omisión, pasó a formar parte de la competición en 1951, al igual que la Vuelta a España, en 1958.
Cuando los periódicos organizadores del Challenge Desgrange-Colombo se separaron en 1958, Pernod, fabricante francés de licor de anís, se hizo cargo y la competencia se expandió y se volvió más internacional. Se añadieron la París-Niza, la Dauphiné Libéré, la Vuelta a Cataluña y el Tour de Romandía. Aun así, la atención se centró en una cantidad relativamente pequeña de carreras de alto rango, y el sistema de puntos favoreció a los ciclistas que realmente causaron impresión: se puntuaba si se terminaba entre los 10 primeros. A modo de comparación, en el World Tour 2017, los puntos se reconocían hasta el puesto 60 en el Tour de Guangxi.

«Para mí fue el mejor sistema que ha existido, la mejor definición de un campeón mundial. En cierto modo significó más que la carrera mundial en ruta, porque reconocía al mejor corredor completo del año. Fue un reflejo real y genuino de eso. Nunca hubo ninguna discusión. Si ganaste el Super Prestige eras el piloto más completo del mundo... El balance fue bueno con el trofeo en cuanto a la forma en que se otorgaron los puntos. No entendí por qué terminó. Está bien, el patrocinador se fue, pero no sé por qué cambió el sistema. Si no está roto, ¿por qué arreglarlo? Intentaron mejorarlo, pero nunca nada ha reflejado al mejor todoterreno como lo hizo el Super Prestige»
Declaraba Stephen Roche, último ganador del trofeo, al preguntársele por el mismo en una entrevista.

La edición de 1987 del Super Prestige Pernod sería la última, debido a la prohibición recientemente introducida por el gobierno francés sobre el patrocinio del alcohol en el deporte. Para entonces, la relevancia del Prestige ya estaba amenazada debido a la introducción en 1984 de la clasificación mundial FICP (más tarde rebautizada como clasificación UCI), ganada por Sean Kelly desde 1984 hasta 1987.

«Es cierto que todos los mejores ciclistas lo hicieron. Realmente querían ganarlo. Fue algo grande, porque incluía las mejores carreras, clásicas y carreras por etapas. Pero... el hecho real fue que el dinero del premio fue muy bueno».
Declaraba Sean Kelly, 3 veces ganador del trofeo, a la pregunta de por qué significaba mucho más ganar el trofeo Pernod que la Copa del Mundo o el WorldTour.

La Copa del Mundo fue su sucesora, con Perrier reemplazando a Pernod como patrocinador principal. Marcó los primeros esfuerzos de la UCI (en curso) para hacer que el deporte fuera más global. Se agregaron nuevos eventos en Gran Bretaña, Canadá y Japón. Pero el mayor cambio fue que solo incluía carreras de un día.

## Historial de carreras del Super Prestige
Para ver todas las carreras que estaban incluidas anualmente en el Super Prestige: Anexo.

## Palmarés
| Año  | Ganador             | Segundo             | Tercero                               |
| ---- | ------------------- | ------------------- | ------------------------------------- |
| 1959 | Henri Anglade       | Roger Rivière       | Noël Foré Rik Van Looy                |
| 1960 | Jean Graczyk        | Pino Cerami         | Gastone Nencini                       |
| 1961 | Jacques Anquetil    | Raymond Poulidor    | Rik Van Looy                          |
| 1962 | Johan de Roo        | Jef Planckaert      | Emile Daems                           |
| 1963 | Jacques Anquetil    | Tom Simpson         | Raymond Poulidor                      |
| 1964 | Raymond Poulidor    | Jan Janssen         | Jacques Anquetil                      |
| 1965 | Jacques Anquetil    | Tom Simpson         | Edward Sels                           |
| 1966 | Jacques Anquetil    | Felice Gimondi      | Raymond Poulidor                      |
| 1967 | Jan Janssen         | Eddy Merckx         | Felice Gimondi                        |
| 1968 | Herman Van Springel | Felice Gimondi      | Jan Janssen                           |
| 1969 | Eddy Merckx         | Felice Gimondi      | Raymond Poulidor                      |
| 1970 | Eddy Merckx         | Herman Van Springel | Luis Ocaña                            |
| 1971 | Eddy Merckx         | Luis Ocaña          | Joop Zoetemelk Gösta Pettersson       |
| 1972 | Eddy Merckx         | Raymond Poulidor    | Cyrille Guimard                       |
| 1973 | Eddy Merckx         | Luis Ocaña          | Felice Gimondi                        |
| 1974 | Eddy Merckx         | Roger De Vlaeminck  | Frans Verbeeck                        |
| 1975 | Eddy Merckx         | Roger De Vlaeminck  | Francesco Moser                       |
| 1976 | Freddy Maertens     | Francesco Moser     | Joop Zoetemelk                        |
| 1977 | Freddy Maertens     | Roger De Vlaeminck  | Bernard Hinault                       |
| 1978 | Francesco Moser     | Bernard Hinault     | Joop Zoetemelk                        |
| 1979 | Bernard Hinault     | Giuseppe Saronni    | Joop Zoetemelk                        |
| 1980 | Bernard Hinault     | Alfons De Wolf      | Francesco Moser                       |
| 1981 | Bernard Hinault     | Roger De Vlaeminck  | Jan Raas                              |
| 1982 | Bernard Hinault     | Giuseppe Saronni    | Silvano Contini                       |
| 1983 | Greg LeMond         | Sean Kelly          | Jan Raas Giuseppe Saronni             |
| 1984 | Sean Kelly          | Bernard Hinault     | Phil Anderson                         |
| 1985 | Sean Kelly          | Phil Anderson       | Greg LeMond                           |
| 1986 | Sean Kelly          | Greg LeMond         | Claude Criquielion Adrie van der Poel |
| 1987 | Stephen Roche       | Sean Kelly          | Claude Criquielion                    |

### Más victorias
| Ciclista         | Victorias | Años                                      |
| ---------------- | --------- | ----------------------------------------- |
| Eddy Merckx      | 7         | 1969, 1970, 1971, 1972, 1973, 1974 y 1975 |
| Jacques Anquetil | 4         | 1961, 1963, 1965 y 1966                   |
| Bernard Hinault  | 4         | 1979, 1980, 1981 y 1982                   |
| Sean Kelly       | 3         | 1984, 1985 y 1986                         |
| Freddy Maertens  | 2         | 1975 y 1976                               |

## Galería

Los 5 corredores que han revalidado el trofeo Pernod.
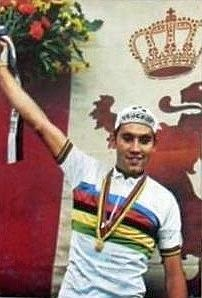
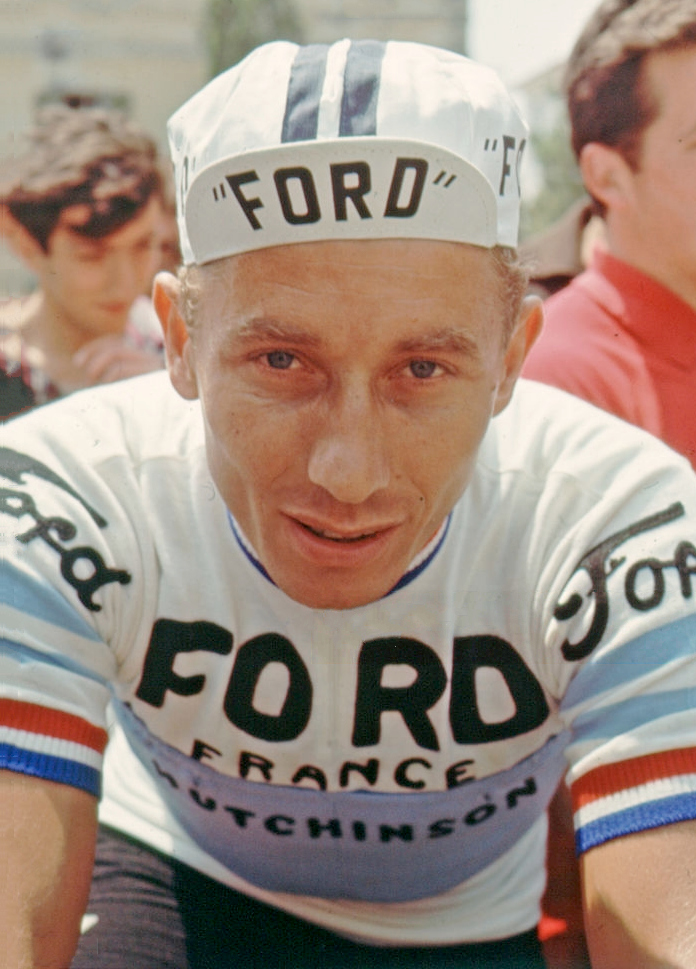
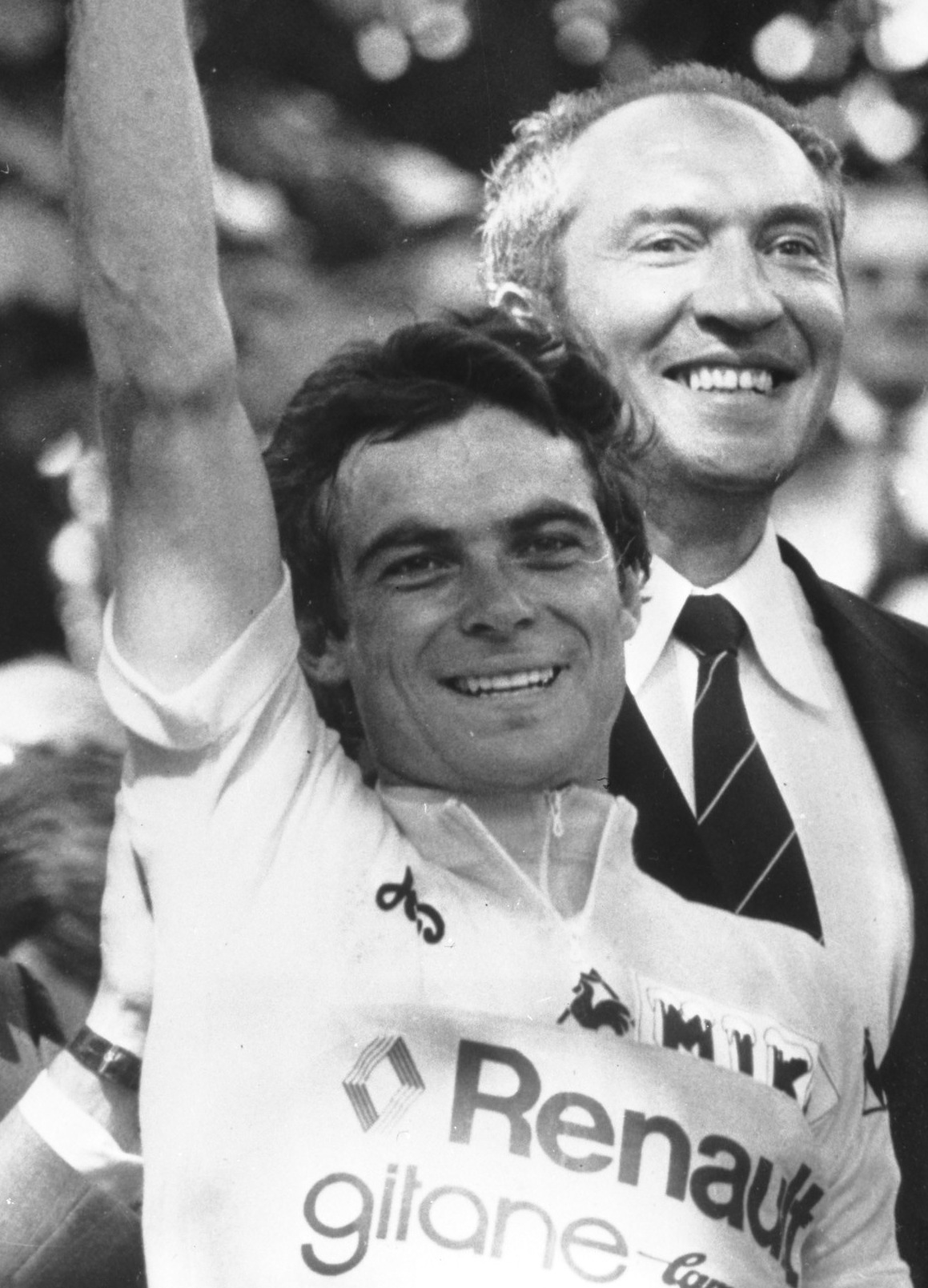
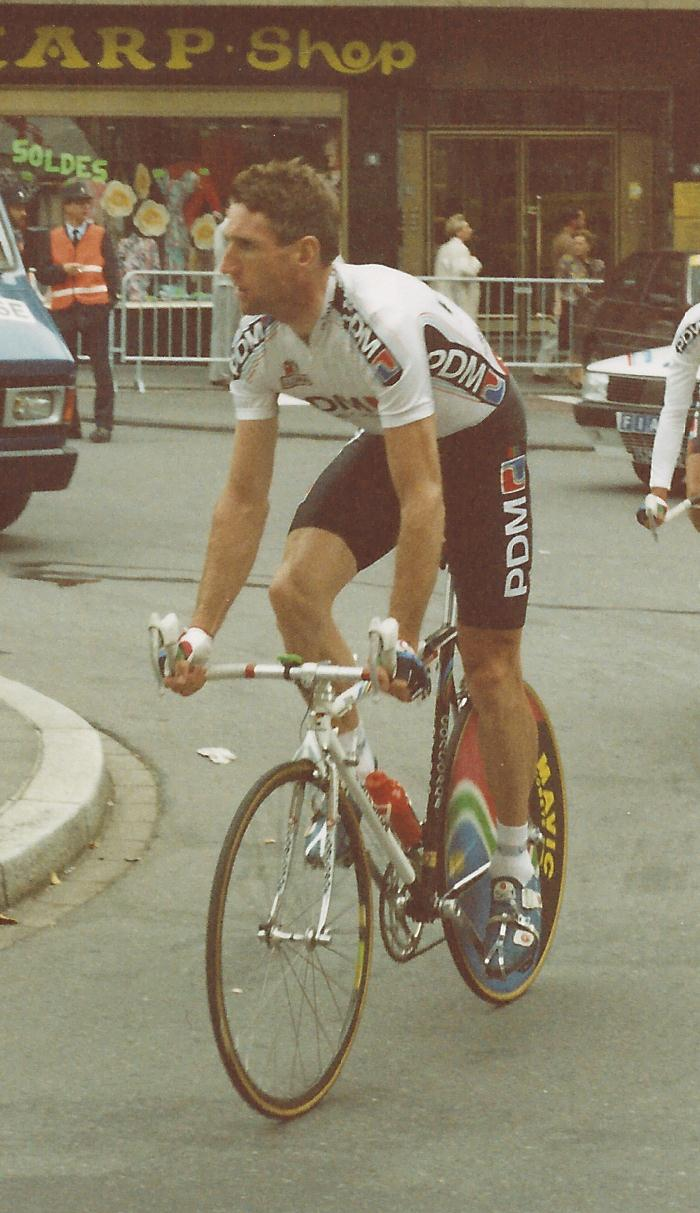
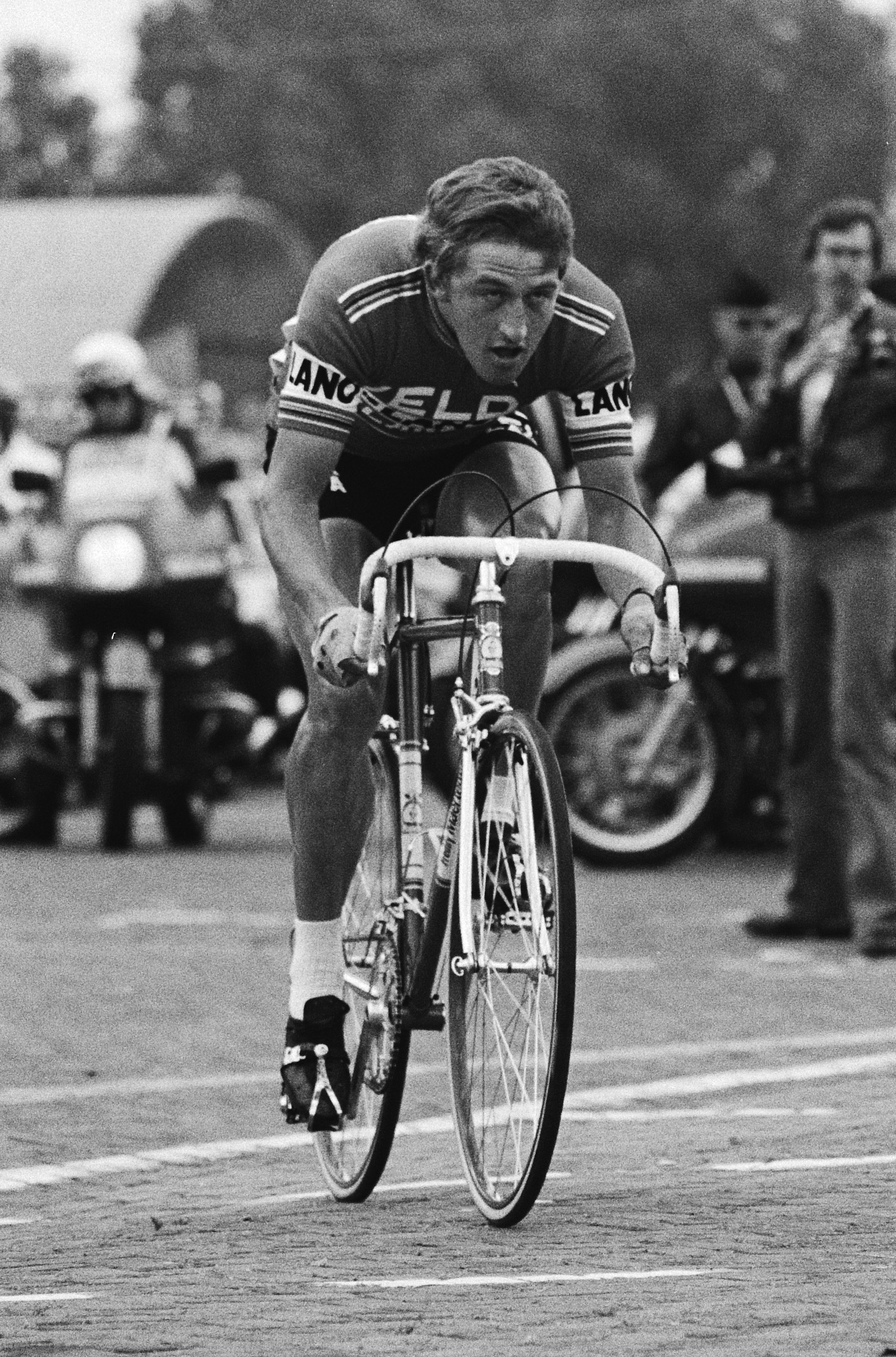